# Дадли, Амброуз, 3-й граф Уорик
А́мброуз Да́дли (англ. Ambrose Dudley, 3rd Earl of Warwick; ок. 1530 — 21 февраля 1590) — английский аристократ, граф Уорик и военный деятель. Брат супруга «девятидневной королевы» Гилфорда Дадли и фаворита королевы Елизаветы I Роберта Дадли.
Амброуз был четвёртым сыном Джона Дадли, герцога Нортумберленда, и его супруги Джейн Гилфорд. Отец мальчика возглавлял английское правительство при Эдуарде VI, а после его смерти безуспешно пытался посадить на английский трон свою невестку Джейн Грей. Амброуз, участвовавший в интригах отца, вместе с братьями оказался в Тауэре, откуда был освобождён стараниями матери, зятя и своей второй жены в конце 1554 или начале 1555 годов. После освобождения Дадли поступил на военную службу к Филиппу II Испанскому, супругу королевы Марии I.
После смерти католички Марии I на троне оказалась протестантка Елизавета I. Семейство Дадли, из которых к тому моменту оставались в живых только Амброуз, Роберт, Мэри и Кэтрин, оказалось в большом фаворе: они получали богатые земли, титулы и важные государственные должности. Роберт Дадли стал фаворитом королевы, Мэри — её приближённой фрейлиной. Амброузу же были возвращены наследственные титулы и владения отца, конфискованные в 1553 году. Он продолжал военную службу и возглавлял силы англичан в первой гугенотской войне в 1562—1563 годах, а также участвовал в подавлении Северного восстания в 1569 году.
Несмотря на три брака, Амброуз умер, не оставив наследника: оба его ребёнка — сын и дочь — умерли в 1552 году. Амброуз был дружен с братом Робертом, вместе с которым покровительствовал пуританскому движению в Англии. Он умер в 1590 году после ампутации ноги, травмированной во время первой гугенотской войны.

## Происхождение и ранние годы

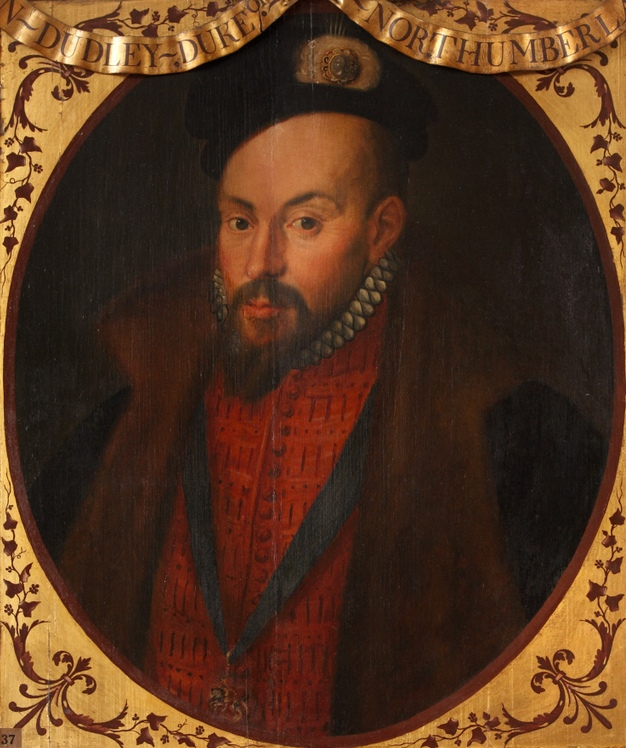
Джон Дадли, отец Амброуза

Амброуз Дадли родился приблизительно в 1530 году и был четвёртым сыном из тринадцати детей в семье Джона Дадли, будущего герцога Нортумберленда, и его жены Джейн Гилфорд, дочери сэра Эдварда Гилфорда. Из всех детей Дадли кроме Амброуза зрелого возраста достигли только две дочери, Мэри и Кэтрин, и пятеро сыновей — Генри, Джон, Генри, Роберт и Гилфорд. По отцу Амброуз принадлежал к семейству Дадли, чья родословная восходит к роду Роланда из Саттона, сына Харви, который унаследовал ленные владения и подати с Саттона, как потомок одного из бретонских завоевателей, последователей Алена Рыжего. В начале XIV века семейство Саттонов, чьим потомком через деда по отцу был Амброуз, получило титул барона Дадли. Дед Амброуза, Эдмунд Дадли, будучи советником Генриха VII, был казнён вскоре после смерти короля. Через свою бабушку по отцу, Элизабет Грей, баронессу Лайл, Амброуз был потомком героев Столетней войны Ричарда де Бошана, графа Уорика, и Джона Талбота, графа Шрусбери.
Возвышение Дадли началось во время правления Генриха VIII. На момент рождения Амброуза его отец был рыцарем; в 1537 году Джон Дадли стал вице-адмиралом, позднее лорд-адмиралом, а в 1542 году он получил титул виконта Лайла, когда-то принадлежавший его матери. В начале правления Эдуарда VI отец Амброуза получил титул графа Уорика, в 1550 году он возглавил Тайный совет, а ещё через год Джон получил титул герцога Нортумберленда. Мать Амброуза служила фрейлиной при королевах Анне Болейн и Анне Клевской. При дворе Болейн Джейн Дадли заинтересовалась реформистской религией, и с середины 1530-х годов семейство оказалось в евангелистских кругах; своих детей Дадли воспитывали в духе ренессансного гуманизма. Среди учителей Амброуза были математик и герметист Джон Ди и оратор Томас Уилсон.
В августе 1549 года Амброуз вместе с отцом и братом Робертом участвовал в подавлении восстания крестьянской армии Роберта Кетта; по возвращении в Лондон Амброуз был посвящён в рыцари и женился на Энн Хорвуд, дочери покойного генерального атторнея Уильяма Хорвуда. Предположительно в первом браке у Дадли был сын Джон, родившийся около 1545/1550 года и умерший в 1552 году, а также дочь, умершая вскоре после рождения также в 1552 году; в этом же году от потливой горячки умерла и супруга Амброуза. В 1553 году Дадли женился во второй раз: его избранницей стала Элизабет Тэлбойс — богатая баронесса Тэлбойс из Кайма в собственном праве; помимо прочего, матерью Элизабет была Бесси Блаунт, а её единоутробным братом — Генри Фицрой, бастард короля Генриха VIII. Амброуз, как и его старший брат Джон, вёл активную жизнь при дворе, часто участвовал в турнирах и других мероприятиях.

## Падение Дадли
В январе 1553 года король Эдуард VI заболел и к началу июня его состояние было безнадёжно. К этому времени имперский посол Жан Схейве уже больше года был убеждён, что герцог Нортумберленд занимался неким «большим заговором», целью которого было надеть корону на голову одного из Дадли. Находясь в поисках признаков заговора, посол предполагал, что Джон Дадли собирается подтолкнуть к разводу с Энн Сеймур, дочерью лорда-протектора Эдуарда Сеймура, 1-го герцога Сомерсета, старшего сына, Джона, чтобы затем тот заключил брак с принцессой Елизаветой. В действительности, потенциальным носителем короны из семейства Дадли мог быть только младший брат Амброуза Гилфорд, который незадолго до этого женился на любимой кузине короля — протестантке Джейн Грей, которая, в свою очередь, через месяц после свадьбы была названа наследницей престола в обход единокровных сестёр короля католички Марии и протестантки Елизаветы. 21 июня 1553 года представители знати подписали патентное письмо, которое передавало английскую корону Джейн Грей. Король Эдуард VI скончался 6 июля. 10 июля молодая королева и её супруг торжественно въехали в Тауэр; в этот же вечер в Лондон прибыло письмо от принцессы Марии, в котором она называла себя королевой и требовала подчинения Тайного совета.
14 июля Амброуз вместе с отцом и братом Джоном выступил против Марии. В течение недели Дадли с войсками пребывали в Кембридже и Бери-Сент-Эдмундсе в бездействии; здесь же 20 июля они узнали, что Мария при поддержке Тайного совета и лондонского самоуправления была провозглашена королевой, а мать Амброуза, его брат Гилфорд и невестка Джейн были арестованы. Для Дадли было всё кончено, и Джон Дадли-старший, находясь в Кембридже, признал Марию королевой на рыночной площади. Город, который в начале радушно принимал герцога Нортумберленда и его войска, теперь находился в нервном напряжении и жаждал угодить новой королеве. Большая группа горожан и университетских обитателей окружили Королевский колледж, в котором обосновались Дадли, с целью арестовать Нортумберленда. Джон Дадли-старший осознавал своё положение и решил сдаться без боя, Амброуз последовал за ним, в то же время Джон-младший оказал сопротивление. Противостояние с местными жителями длилось всю ночь, и к утру брат Амброуза решился бежать, но было уже поздно: Генри Фицалан, 19-й граф Арундел прибыл в Кембридж, чтобы арестовать Нортумберленда и всю его свиту. Дадли возвратились в Лондон бок о бок, и здесь страже пришлось защищать их от разъярённой толпы.
Через несколько дней почти все Дадли оказались в Тауэре. Старший брат Амброуза, Джон, был осуждён 18 августа 1553 года в Вестминстер-холле вместе с отцом и Уильямом Парром, маркизом Нортгемтоном. Слушание по делу Джона было последним и он, в отличие от остальных, сразу признал свою вину. Глава семейства был казнён 22 августа, за день до этого он был доставлен в часовню Святого Петра в оковах, где он публично причастился по католическому канону. Суд над Амброузом, его братьями Гилфордом и Генри, женой Гилфорда, Джейн, и архиепископом-реформатором Кранмером состоялся 13 ноября под председательством убеждённого католика Ричарда Моргана. Осуждение Джейн и братьев Дадли стало юридической формальностью (все они уже были лишены гражданских и политических прав и не отрицали своей вины); главной целью судилища была расправа над Кранмером. Все обвиняемые, как и ожидалось, были приговорены к смерти: мужчины к повешению, потрошению и четвертованию, Джейн — к сожжению заживо или обезглавливанию, на усмотрение королевы.

## Освобождение из Тауэра и жизнь при дворе
После восстания Уайетта, 12 февраля 1554 года, Гилфорд Дадли и Джейн Грей были обезглавлены на Тауэрском холме; Амброуз и трое его братьев всё ещё находились в заключении. На стенах своей камеры братья вырезали свои имена и геральдические эмблемы. Во второй половине 1554 года мать Амброуза и его зять Генри Сидни старались обрести связи в окружении супруга королевы Филиппа Испанского как в Англии, так и в Испании. В октябре их стараниями братья Амброуза — Джон, Роберт и Генри — обрели свободу; они были перевезены в дом Сидни в Кенте. Вскоре после освобождения Джон Дадли скончался, и Амброуз, всё ещё находившийся в заключении в Тауэре, стал главой семьи. Амброуз был освобождён в декабре 1554 или январе 1555 года после ходатайства к Филиппу Испанскому его супруги Элизабет. Вскоре после освобождения Амброуз вместе с братом Робертом принял участие в нескольких турнирах, которые устроил Филипп Испанский в ознаменование дружбы между Англией и Испанией.
Имущество Дадли было конфисковано во время судов в 1553 году. В 1554 году королева Мария возвратила матери Амброуза часть личного имущества и даровала ей право пользования домом её покойного супруга в Челси, где Джейн Дадли умерла 15 или 22 января 1555 года. Несмотря на то, что сам Амброуз был лишён всех имущественных прав, Мария позволила ему принять наследство матери. При дворе же братьям Дадли были рады только тогда, когда там присутствовал супруг королевы; позднее в 1555 году Дадли было предписано покинуть Лондон, а в следующем году, после мятежа дальнего родственника Дадли Генри, французский посол Антуан де Ноай писал, что правительство пытается задержать «детей герцога Нортумберленда», которые, по всей видимости, находились в бегах. В начале 1557 года ситуация изменилась: в январе братья получили личный контингент для сражений за Филиппа Испанского, который теперь стал королём Испании. Амброуз, Роберт и Генри вместе с испанскими войсками участвовали в битве при Сен-Кантене в 1557 году, в которой был убит Генри. За свои заслуги перед короной Амброуз и его единственный к тому моменту брат Роберт были восстановлены в правах парламентским актом в 1558 году. Участие в военных кампаниях испанского короля довело Амброуза и его жену Элизабет практически до банкротства и им пришлось жить в весьма стеснённых условиях.

## При королеве Елизавете I

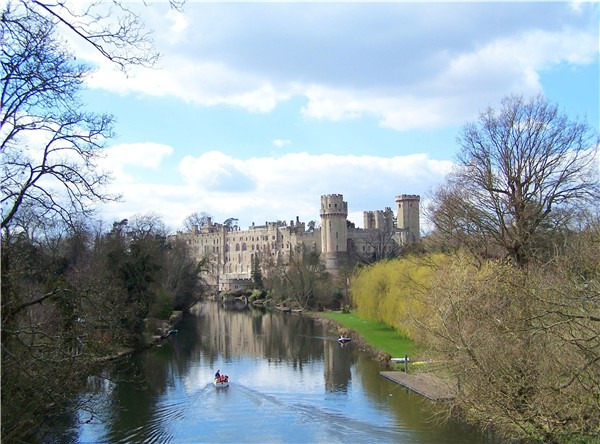
Уорикский замок — древнейшая резиденция графов Уорика.
Именно в этом замке Амброуз приветствовал королеву Елизавету I в 1572 году

Королева Мария I умерла в ноябре 1558 года, и на трон взошла протестантка Елизавета I. До этого момента из многочисленного потомства герцога Нортумберленда дожили только два сына и две дочери — Амброуз, Мэри, Роберт и Кэтрин; все они сразу же оказались в большом фаворе у новой королевы: Амброуз получил должность мастер-генерала артиллерии, Мэри — должность в тайных палатах королевы «без оплаты», Роберт — должность королевского конюшего, бездетная Кэтрин занималась воспитанием девушек из джентри и дворянства в Мидлендсе и Йоркшире. Когда в 1558 году парламентский акт отменил лишение прав Дадли, братья отказались от прав на какое-либо имущество или титулы отца. Позднее 25 и 26 января 1561 года для Амброуза был возрождён принадлежавший отцу и старшему брату титул графа Уорика, а также вновь создан титул барона Лайла, когда-то принадлежавший семье его бабки по отцу; в следующем году ему была возвращена большая часть владений, конфискованных у Нортумберленда в 1553 году. Среди возвращённой Дадли собственности оказались Уорикский замок, который стал резиденцией Амброуза, и соседний замок Кенилуэрт, ставший резиденцией Роберта; в Уорикском замке Амброуз летом 1572 года принимал королеву. Как и их отец ранее, Амброуз и Роберт приняли геральдическую эмблему средневековых графов Уорика — медведь в наморднике и необструганный ствол.
В 1562 году во Франции разразилась первая религиозная война и королева Елизавета оказалась под давлением со стороны своих советников-протестантов, желавших оказать помощь гугенотам. Гугенотам, осаждённым предводителем католических войск Франсуа де Гизом в Гавре, была предложена английская военная помощь в обмен на передачу города Англии; позднее королева планировала обменять Гавр на Кале, который Англия потеряла в 1558 году. По решению Елизаветы I в Гавр был направлен гарнизон в размере шести тысяч человек под командованием Амброуза, который возглавил экспедицию вместо брата Роберта.
Амброуз прибыл в Гавр в конце октября 1562 года. Он изначально был настроен скептически, поскольку считал, что английским войскам не удастся удержать город. Вскоре стало ясно, что королева не желала активного участия своих войск в гугенотской войне. В марте 1563 года французам был предложен мир; Елизавета собиралась обменять Гавр на Кале, как и было запланировано по договору с гугенотами, однако объединившиеся французы выступили против англичан. Укрепления Гавра требовали значительного расширения и ремонта, чтобы выдержать длительную осаду. Всё же Дадли старался удержать город, стены которого буквально рушились под французскими бомбардировками; в конце концов, Елизавета I позволила Амброузу сдать город в июле 1563 года, когда английские войска стала выкашивать чума. Сам Амброуз был ранен в ногу, когда вёл переговоры с французами, и вернулся в Англию тяжело больным. Он писал брату, что счастлив «что его жизнь завершится благодаря травме, а не какой-либо другой болезни». Несмотря на чуму и неудовольствие королевы, Роберт встречал брата в Портсмуте. С политической стороны экспедиция оказалась провальной, однако Амброуз был признан хорошим командующим, способным поддерживать боевой дух и хорошее отношение к местному гражданскому населению. В награду Дадли получил уэльское лордство Ритин и был посвящён в рыцари ордена Подвязки ещё во время пребывания во Франции. Боевое ранение, которое так никогда не зажило, сделало Амброуза непригодным для некоторых государственных постов, таких как лорд-президент совета Севера и лорд-заместитель Ирландии, которые были предложены Амброузу позднее.
Когда Дадли пребывал во Франции, скончалась его жена Элизабет Тэлбойс, и в 1565 году он женился в третий раз: избранницей Амброуза стала шестнадцатилетняя Энн Рассел, старшая дочь Фрэнсиса Рассела, 2-го графа Бедфорда, и его первой жены Маргарет Сент-Джон. По материнской линии Энн была прапраправнучкой Маргарет Бошан из Блетсо, бабки короля Генриха VII Тюдора и, таким образом, четвероюродной сестрой королевы Елизаветы, членом двора которой Энн была с раннего детства. Официальная церемония состоялась 11 ноября 1565 года в королевской часовне дворца Уайтхолл; свадьба, ставшая одним из крупнейших празднований в правление Елизаветы I, сопровождалась многочисленными турнирами и банкетами. Этот брак, организованный Робертом Дадли, имел и политический подтекст, соединив две самые известные пуританские семьи в стране. Кроме того, на него возлагались большие надежды по продолжению рода Дадли, поскольку к тому моменту ни Амброуз, ни его брат, который также был вдовцом и в ближайшем будущем не рассматривал для себя возможность нового брака, не имели детей. Как бы то ни было, наследников ни мужского, ни женского пола у пары так и не появилось.
В ноябре 1569 года на севере Англии вспыхнуло восстание католиков, желавших посадить на английский трон шотландскую королеву-католичку Марию Стюарт, находившуюся в английском плену, которая, как и Елизавета I, была потомком Генриха VII. Амброуз стал одним из командиров, направленных подавить мятеж, который, впрочем, быстро угас. Вскоре после этого Амброуз, состояние здоровья которого резко ухудшилось, с разрешения королевы отправился в Мидлендс. В январе 1570 года Роберт Дадли, встретившийся с выздоравливающим братом в Кенилуэрте, писал Елизавете I: «даже в плохую погоду он [Амброуз] каждый день ездит на лошади; служба Вашему Величеству заставляет его забыть о боли… конечно, он сильно устал, хотя на мой взгляд это лучше для его тела».
Будучи мастер-генералом артиллерии, Амброуз заведовал важным правительственным департаментом, отвечавшим за централизованное управление хранением, вводом в эксплуатацию артиллерии, боеприпасов и стрелкового вооружения. Вильгельм I Оранский восхищался английскими пушками и Амброуз, которой был ярым сторонником международного протестантского союза, охотно поставлял их принцу; испанский посол официально протестовал против этой практики в 1576 году, поскольку эти пушки использовались против испанского правления в Нидерландах. В 1573 году Амброуз вошёл в Тайный совет, заседания которого он регулярно посещал вплоть до 1580-х годов, когда состояние его здоровья вновь резко ухудшилось. Во время судебного процесса над шотландской королевой Дадли выступал в качестве комиссара, и Мария Стюарт просила его похлопотать за неё перед Робертом Дадли.

## Личная жизнь

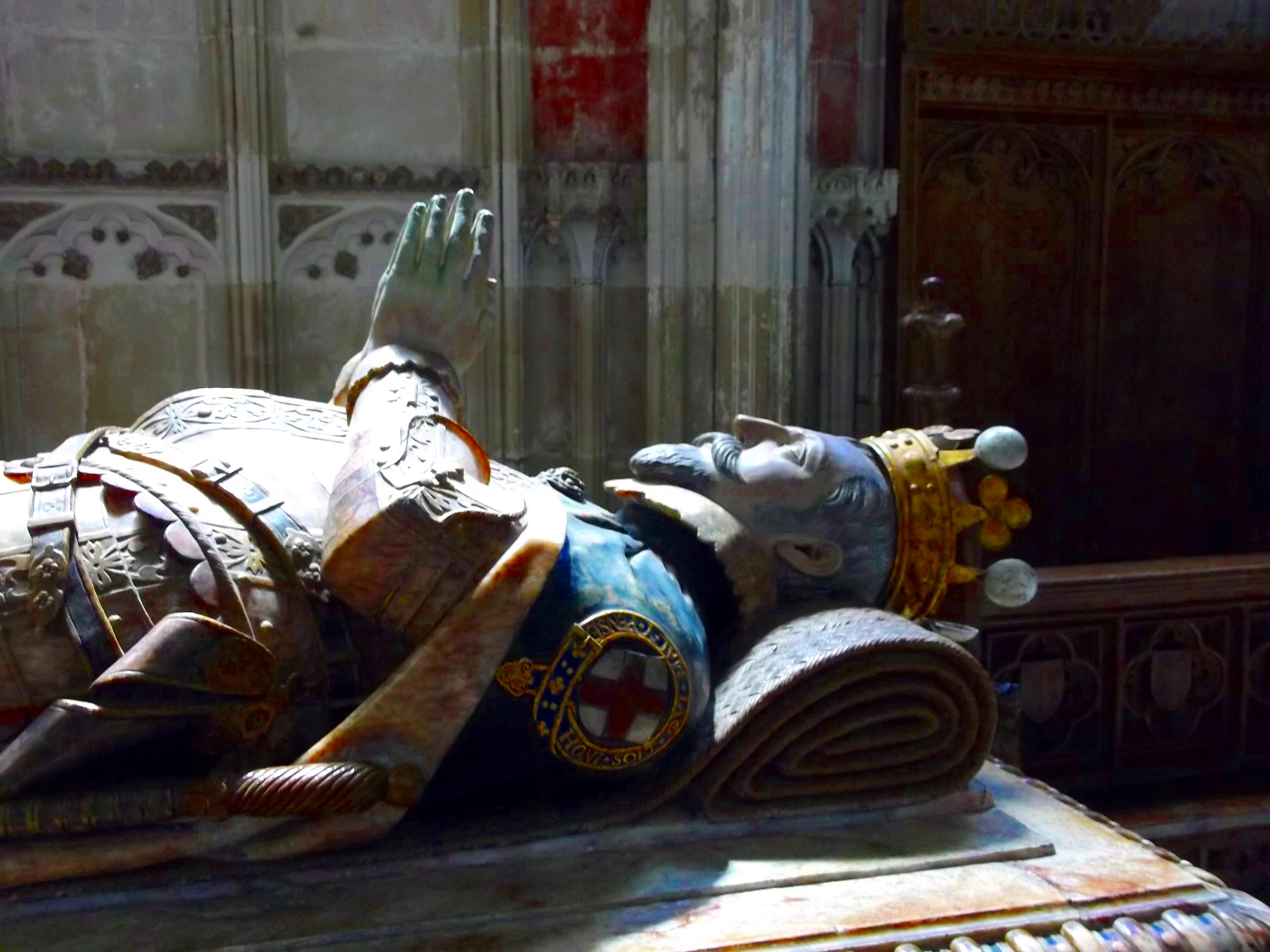
Эффигия на могиле Амброуза в капелле Бошанов в коллегиальной церкви Святой Марии в Уорике, заказанная его третьей женой Энн Дадли

Амброуз Дадли был одним из главных покровителей умеренного пуританства, основной целью которого была проповедническая деятельность. Не одобряемая официальной церковью деятельность пуритан в высшей степени зависела от личной инициативы влиятельных дворян. В 1567 году два графа из рода Дадли, Амброуз и Роберт, совместно с местными джентри основали консорциум, предназначенный для «проповедников Евангелия в графстве Уорик». Амброуз Дадли также помог проповеднику Джону Филду, когда он попал в беду в 1565 году за публикацию «подрывной» книги; в 1572 году он был заключён в тюрьму и братья Дадли искали возможность перевести проповедника в дом лондонского олдермена, а затем внесли денежные средства за его освобождение. Как и Роберт, Амброуз финансировал исследовательские экспедиции и каперство: так, Дадли был главным покровителем экспедиций Мартина Фробишера к Северо-Западному проходу в 1576—1578 годах, хотя он внёс весьма скромную сумму — пятьдесят фунтов; кроме того, Амброуз вместе с братом вложил средства в экспедицию Эдварда Фентона в 1582 году.
Амброуз был особенно близок с Робертом, который с 1557 года оставался его единственным братом. Амброуз говорил о Роберте: «нет никого, кто знал бы дела его лучше, чем я»; Роберт же говорил, что «любит брата как себя самого». Елизавета I, испытывавшая симпатию к Амброузу, любила шутить, что он не так изящен и не так красив, как его брат, и уж точно толще Роберта. Не имевший собственной резиденции в Лондоне Амброуз часто располагался в шикарных покоях Лестер-хауса, принадлежавшего Роберту, где имел собственные спальню, гардероб и столовую. Всё свободное время братья старались проводить друг с другом и сёстрами Мэри и Кэтрин. Роберт умер в сентябре 1588 года, не оставив законного потомства; он завещал всё своё имущество и долги брату. Амброузу также была поручена опека над незаконнорождённым сыном Роберта, который был тёзкой отца и должен был унаследовать имущество Амброуза, приходившегося ему, помимо прочего, крёстным отцом.
После смерти двоих детей от первого брака Амброуз больше не имел потомства: его вторая жена Элизабет перенесла в 1555 году ложную беременность, а третья жена, Энн, которая была почти на двадцать лет моложе мужа, оказалась скорее его «родственной душой, нежели любовницей». В 1570-х и 1580-х годах Амброуз и Энн предпочитали жить вдали от Лондона. Долгие годы Амброуз страдал от последствий травмы ноги, полученной во время военной службы в 1563 году. В конце января 1590 года ногу пришлось ампутировать из-за развившейся гангрены, после чего 21 февраля Амброуз скончался в лондонском семейном доме жены Бедфорд-хаусе. За два дня до смерти Дадли навестил дипломат Эдвард Стаффорд; он обнаружил графа «в великих страданиях, которые длились до самой его смерти», а графиню — сидящей «у огня и полную слёз, мешавших ей говорить». Граф Уорик был похоронен в капелле Бошанов коллегиальной церкви Святой Марии в Уорике. Благодаря своему спокойному, домашнему образу жизни Амброуз вошёл в историю как «добрый граф Уорик».
Амброуз оставил по себе долги в размере семи тысяч фунтов, так что Энн пришлось продать своему кузену Джону Сент-Джону за шесть тысяч замок Чирк, унаследованный Амброузом после смерти Роберта. В 1602 году Энн также пришлось продать коттедж с садом в Стратфорд-апон-Эйвоне, новым владельцем которого стал Уильям Шекспир. В качестве своего последнего пристанища Энн сохранила дом Дадли в Нортоу, Хартфордшир.

## Герб

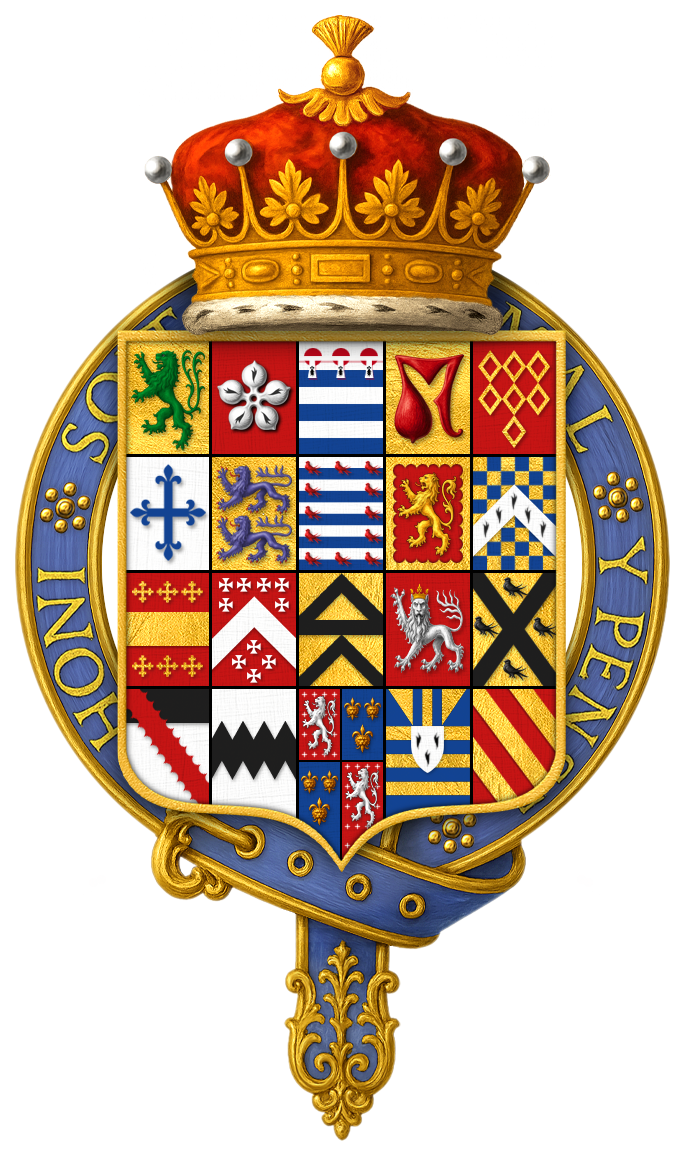
Герб Амброуза Дадли, графа Уорика

Герб Амброуза Дадли, графа Уорика, основан на элементах герба его отца. Щит увенчан графской короной и окружён лентой ордена Подвязки: в лазоревом поле золотая надпись фр. Honi soit qui mal y pense [Пусть стыдится подумавший плохо об этом].
Щит трижды рассечён и пересечён: в первой части — в золотом поле зелёный восстающий леопард, вооружённый червленью [герб Дадли], в верхнем правом углу кресчент [лежащий полумесяц] — символ второго сына; во второй части — в золотом поле два лазоревых крадущихся леопарда один над другим [герб Сомери/Дадли из Дарема]; в третьей части — щит с серебряным титлом разделён на шесть серебряных и лазоревых поясов, глава щита обременена тремя червлёными кругами [герб Элизабет Грей, баронессы Лайл]; в четвёртой части — в золотом поле червлёный рукав [герб Гастингсов]; в пятой части — щит пересечён на восемь серебряных и лазоревых частей и окантован червлёными мартлетами [герб Валансов, графов Пембрука]; в шестой части — в червлёном поле золотой восстающий леопард, щит окантован золотой фигурной каймой [герб Талботов, баронов и виконтов Лайл]; в седьмой части — в червлёном поле золотой пояс в сопровождении шести перекрещённых золотых крестов [герб Бошанов, графов Уорика]; в восьмой части — в шахматном золотом с лазоревым поле горностаевое стропило [герб де Бомонов, бывших графов Уорик-Ньюбурга]; в девятой части — в червлёном поле серебряное стропило, окружённое серебряными перекрещёнными крестами [герб Элизабет Беркли, баронессы Лайл]; в десятой части — в червлёном поле серебряный крадущийся коронованный золотом леопард [герб Лайлов, баронов Лайл из Кингстон Лайла]; в одиннадцатой части — в золотом поле червлёный пояс между двумя червлёными стропилами [герб де Лайлов, баронов Лайл из Ружемонта]; в двенадцатой части — в золотом поле червлёное стропило [герб Стаффордов]; в тринадцатой части — в золотом поле косой чёрный крест, в сопровождении четырёх чёрных мартлет [герб Гилфордов]; в четырнадцатой и пятнадцатой частях — справа в серебряном поле чёрное ломаное стропило; слева в червлёном поле серебряный восстающий лев, окружённый серебряными крестами [элементы герба Уэстов]; в шестнадцатой части — в лазорево-золотом поле горностаевый щиток, в верхней части щит разделён натрое: первая часть — скошение справа, вторая часть рассечена, третья часть — скошение слева [герб Мортимеров].